# Haworth, Cross Roads and Stanbury
Haworth, Cross Roads and Stanbury – civil parish w Anglii, w West Yorkshire, w dystrykcie metropolitalnym Bradford. W 2011 civil parish liczyła 6994 mieszkańców.